# Municipio de Dale (Kansas)
El municipio de Dale (en inglés: Dale Township) es un municipio ubicado en el condado de Kingman en el estado estadounidense de Kansas. En el año 2010 tenía una población de 166 habitantes y una densidad poblacional de 1,81 personas por km².

## Geografía
El municipio de Dale se encuentra ubicado en las coordenadas 37°36′26″N 97°57′47″O / 37.60722, -97.96306. Según la Oficina del Censo de los Estados Unidos, el municipio tiene una superficie total de 91.77 km², de la cual 91,02 km² corresponden a tierra firme y (0,82 %) 0,75 km² es agua.

## Demografía
Según el censo de 2010, había 166 personas residiendo en el municipio de Dale. La densidad de población era de 1,81 hab./km². De los 166 habitantes, el municipio de Dale estaba compuesto por el 90,36 % blancos, el 7,83 % eran asiáticos y el 1,81 % eran de una mezcla de razas. Del total de la población el 2,41 % eran hispanos o latinos de cualquier raza.